# رابرت ویزدم
رابرت ویزدم (به انگلیسی: Robert Wisdom) بازیگر آمریکایی زاده ۱۴ سپتامبر ۱۹۵۳ است. وی از والدینی جامائیکایی زاده شد و تحصیلات خود را در دانشگاه کلمبیا به پایان رساند. اولین فیلم رابرت ویزدم در سال ۱۹۹۴ به نام لوح پاک بود. او در سال ۲۰۰۷ در سریال فرار از زندان در نقش لچرو یک قاچاقچی مواد بازی کرد. وی همچنین در سوپرنچرال نقش یوریل را داشت. او همچنین برای بازی در نقش هاوارد کالوین در سریال وایر شناخته می‌شود.

## فیلم‌شناسی

### فیلم
- آن‌ کاری‌ که‌ می‌کنی! (۱۹۹۶)
- تغییر چهره (۱۹۹۷)
- آتشفشان (۱۹۹۷)
- جو یانگ نیرومند (۱۹۹۸)
- رقص در بلو ایگوانا (۲۰۰۰)
- قصه‌گویی (۲۰۰۱)
- سلول قهرمان (۲۰۰۱)
- زنده از بغداد (۲۰۰۲)
- دوپلکس (۲۰۰۳)
- پناهگاه (۲۰۰۴)
- فراموش‌شده (۲۰۰۴)
- ری (۲۰۰۴)
- نویسندگان آزادی (۲۰۰۷)
- سکس و مرگ ۱۰۱ (۲۰۰۷)
- اره ۴ (۲۰۰۷)
- دروغ نگو توپ (۲۰۰۸)
- کولکتور (۲۰۰۹)
- همدردی برای طعم خوش (۲۰۱۰)
- نمایش مصائب (۲۰۱۰)
- رمپارت (۲۰۱۱)
- شوالیه تاریکی برمی‌خیزد (۲۰۱۲)
- کارمزدها (۲۰۱۲)
- لافت (۲۰۱۴)
- فراموش نشدنی (۲۰۱۷)
- جانور بارکش (۲۰۱۸)
- بروکلین بی‌مادر (۲۰۱۹)

### سریال
- وایر (۲۰۰۸–۲۰۰۳)
- فرار از زندان (۲۰۰۸–۲۰۰۷)
- سوپرنچرال (۲۰۰۹–۲۰۰۸)
- ان‌سی‌آی‌اس (۲۰۰۹)
- آشنایی با مادر (۲۰۰۹)
- نظم و قانون: واحد قربانیان ویژه (۲۰۰۹)
- نیکیتا (۲۰۱۱)
- آناتومی‌ گری (۲۰۱۳)
- افسانه‌ها (۲۰۱۴)
- ۱۲ میمون (۲۰۱۵)
- فوتبالیست‌ها (۲۰۱۹–۲۰۱۵)
- نگهبانان (۲۰۱۹)
- پرنده سیاه (۲۰۲۲)